# Ladislao López Bassa
Ladislao López Bassa (Manacor, îles Baléares, 1905 – Madrid, 1942) est un militaire phalangiste connu pour sa participation à la guerre civile espagnole.

## Biographie
Né en 1905 à Manacor (Majorque), il entre en 1925 dans le corps du génie militaire. Initialement membre du parti Rénovation espagnole, il intègre plus tard la Phalange, dont il est l'un des fondateurs et organisateurs sur son île natale. Alors qu'il s'y trouvait affecté, il contribua à la conspiration militaire contre la République ; lorsque le soulèvement militaire a lieu en juillet 1936, López Bassa rejoint rapidement la rébellion. Il dirige les travaux de fortification côtière dans la zone de Son Servera.
Par la suite il se rend dans la péninsule et est affecté au quartier général de Franco. Décrit comme obscur, certains auteurs désignent López Bassa comme l'un des idéologues de la mise en place d'une « Phalange unifiée et franquiste  ». Après la promulgation du décret d'unification en avril 1937 et la création de FET y de las JONS, Franco nomme López Bassa secrétaire de son Comité politique, faisant ainsi de lui l'authentique homme fort au sein du secrétariat politique du nouveau parti. Dans la pratique, il joue provisoirement le rôle de secrétaire général de FET y de las JONS, jusqu'à ce que Raimundo Fernández-Cuesta assume ce poste à la fin de 1937. Ami personnel de Canuto Boloqui (es), il interviendra dans sa nomination comme chef provincial du parti unique à Majorque.
À la fin du conflit, il est membre du Conseil National de FET y de las JONS. Il meurt à Madrid en 1942.